# Пешич, Петар
Петар Пешич (серб. Петар Пешић, Petar Pešić; 9 октября 1871, Ниш — 6 сентября 1944, Белград) — сербский военный деятель. Генерал армии (1923).

## Биография
Образование получил в Военной академии (1892) и Высшей военной школе (1896).
В 1896—1897 годах — командир батальона.
В 1897—1900 годах служил в Генеральном штабе, офицер для поручений при короле. В 1900—1901 годах стажировался во Франции. В 1901—1903 годах — начальник штаба Моравской дивизионной области. В 1903—1904 годах — адъютант начальника Генерального штаба. В 1904—1910 годах — начальник штаба Дунавской дивизионной области, в 1910—1911 годах — командир пехотного полка, в 1911—1912 — адъютант главного инспектора армии.
Во время балканских войн служил в штабе 1-й армии (1912), помощник начальника штаба 1-й армии (1913).
Во время Первой мировой войны занимал посты начальника оперативного отдела и помощника начальника штаба черногорского Верховного командования, с 16 июня 1916 года — представитель сербского командования в Черногории и начальник обороны. После прибытия сербских войск на Салоникский фронт в 1917 году был назначен помощником начальника штаба сербского Верховного командования.
В 1918—1919 годах входил в состав сербской делегации на Парижской мирной конференции.
С 10 октября 1919 года — заместитель начальника штаба Верховного командования, с 16 марта 1920 года — заместитель начальника Генерального штаба, с 16 марта 1921 года — командир Савской дивизионной области, с 20 июля 1921 года — помощник и заместитель командующего 4-й армейской областью. С 16 декабря 1921 года по 4 ноября 1922 года и с 30 июля 1924 года — начальник Генерального штаба. В 1922—1924 годах и с 1940 года — военный и морской министр.
Выступал против союза с Германией.

## Военно-научное наследие
Автор военно-исторических и военно-теоретических работ.

### Труды
- Решавање тактичких задатака. — Београд, 1900.
- Елементи тактике и такичке радње. — Београд, 1904.
- Тактика коњице. — Београд, 1906.
- Дух савременог ратовања. — Београд, 1910.
- Српска тактика. — Београд, 1912.
- Тактика I и II. — Београд, 1921.
- Солунски фронт и војнополитичка акција. — Београд, 1921.
- Пробој Солунског фронта. — Београд, 1922.
- Наш рат са Турцима 1876—1877. године. — Београд, 1925.